# Tragus berteronianus
Espèce
Tragus berteronianus est une espèce de plantes monocotylédones de la famille des Poaceae, sous-famille des Pooideae, originaire des régions tropicales de l'Ancien Monde.
ÉtymologieL'épithète spécifique, « berteronianus », est un hommage à Carlo Luigi Giuseppe Bertero (1789-1831), botaniste, médecin naval, pharmacien et explorateur italien.

## Distribution
L'aire de répartition originelle de Tragus berteronianus s'étend dans les régions tropicale et tempérées chaudes d'Afrique et d'Asie :
- en Afrique : Afrique du Sud, Angola, Botswana, Burkina Faso, Égypte, Éthiopie, Kenya, Malawi, Mali, Mozambique, Namibie, Somalie, Soudan, Swaziland, Tanzanie, Ouganda, Zimbabwe
- en Asie : Afghanistan, Arabie Saoudite, Chine, Iran, Pakistan.

L'espèce s'est naturalisée en Amérique du Nord (Mexique) et dans la région du Pacifique.

## Synonymes
Selon Catalogue of Life (7 octobre 2017) :
- Lappago berteroniana Schult. ex Steud.,
- Lappago occidentalis (Nees) Hook.f.
- Lappago phleoides Fig. & De Not.
- Lappago racemosa var. erecta Kunth, nom. nud.
- Nazia occidentalis (Nees) Scribn.
- Tragus alienus var. brevispinus Henrard
- Tragus ciliatus Lepr. ex Kunth,
- Tragus occidentalis Nees
- Tragus racemosus var. berteronianus (Schult.) Hack.
- Tragus racemosus var. brevispiculus Döll
- Tragus tcheliensis Debeaux